# أندرو هوفمان
أندرو هوفمان (بالإنجليزية: Andrew Hoffman)‏ هو لاعب كرة قدم أمريكية أمريكي، ولد في 15 فبراير 1982 في فيرفاكس في الولايات المتحدة.